# Hylaea pardiria
Hylaea pardiria är en fjärilsart som beskrevs av William Schaus 1901. Hylaea pardiria ingår i släktet Hylaea och familjen mätare. Inga underarter finns listade i Catalogue of Life.